# Gulf of Kastellorizon
Gulf of Kastellorizon är ett sund på Anatoliens sydkust, nära den turkiska staden Kaş och den grekiska ön Kastellorizo.